# Slægtens sorte Faar
Slægtens sorte Faar er en amerikansk stumfilm fra 1917 af Chester Withey.

## Medvirkende
- Robert Harron som Jimmie Bates
- Richard Henry Cummings som Mr. Bates
- Josephine Crowell som Mrs. Bates
- Mildred Harris som Mary
- William H. Brown